# Benet Colombàs i Llull
Benet Colombàs i Llull, també conegut pel seu nom religiós Garsias de Cisneros Maria o com a Garcia Colombàs i Llull (Palma, Mallorca, 11 de desembre de 1920 - Montserrat, Monistrol de Montserrat, Bages, 6 de juliol de 2009) va ser un monjo i historiador balear.
Ingressà al monestir de Montserrat el 1942, on va rebre el nom de Garsias de Cisneros Maria, i el 1948 s'ordenà de sacerdot. Estudià a la Universitat Gregoriana de Roma i a la Universitat de Lovaina, a Bèlgica (1948-51), on es doctorà en història eclesiàstica (1955). Es dedicà especialment a estudiar la congregació benedictina de Valladolid i el monaquisme antic.
Fundador de les revistes Studia Monastica, que dirigí fins al 1965 i Yermo, fou també l'impulsor de les Setmanes d'Estudis Monàstics celebrades a diversos indrets de la península Ibèrica a partir del 1958, que donaren lloc a la Societat d'Estudis Monàstics (1962). Fou el creador i primer prior del monestir de Santa Maria de Binicanella, a Son Servera, Mallorca, atenent la petició del bisbe Rafael Àlvarez Lara. Quan el febrer de 1974, i a petició del bisbe Teodor Úbeda, el monestir traslladà la seva ubicació al terme de Bunyola, amb el mateix nom, ja que jurídicament l'ocupava la mateixa comunitat, el pare Benet M. Colombàs deixà el priorat i el varen succeir els monjos Llorenç Julià -antic ermità-, Basili Girbau i Guiu Camps.
El 1960 ingressà a la Maioricensis Schola Lullística i va participar en el I Congrés Internacional de Lul·lisme de Formentor, a Mallorca, d'aquell mateix any. Els seus estudis, fonamentalment, s'orientaren cap a la congregació benedictina de Valladolid, la figura de l'abat García Jiménez de Cisneros i, en general, cap al monaquisme antic. Publicà moltes obres d'història del monaquisme i d'història eclesiàstica, especialment: Un reformador benedictino en tiempo de los Reyes Católicos. García Jiménez de Cisneros, abad de Montserrat (1955), San Benito. Su vida, su regla (1968), El monacato primitivo (1974-75), La lectura de Dios (1980), Colaciones 1. El espíritu de San Benito (1982), Colaciones 2. El monje y el misterio pascual (1984) i les biografies de la beata Francina Aina Cirer i Carbonell (1971), fundadora de les Germanes de la Caritat, i de sor Rafela del Sagrat Cor de Jesús (1973).